# Charron (métier)
Pour les articles homonymes, voir Charron.
 (février 2015).
Le charron, ou maître charron, est un artisan spécialiste du bois et du métal. Il conçoit, fabrique, entretient ou adapte, répare les véhicules avant la motorisation, parmi lesquels les voitures communes de transport ou de charge et les engins agricoles et artisanaux : chariot à timon et quatre roues, charrette à brancards, char à bancs, corbillard, binard, tombereau, wagons, charrue simple ou à avant-train, brouette, civière à roues à seize rais, etc.
Loin d'être cantonnées à une clientèle rurale ou de professionnels des transports, ses productions sur mesure répondent au XIXe siècle à une clientèle de cultivateurs, jardiniers, maçons, lavandières, bagagistes, postiers, mineurs, carriers, bouchers…

## Art de la charronnerie
À l'origine, le charron médiéval concevait, fabriquait, améliorait ou réparait les divers chars ou autres véhicules et dispositifs mobiles dans son atelier. Le charron de l'époque moderne jusqu'à la fin de la civilisation de l'attelage en est l'héritier.

### Fabricant de char
Une des nombreuses tâches du charron était la fabrication de roues à moyeu, légères et résistantes en bois, à la taille adaptée au type de véhicule construit. Le cerclage de leurs jantes par une bande de métal, en principe un travail de forgerons mais en réalité une étape essentielle pour terminer la fabrication d'une roue adaptée à une route en dur, compte souvent à des yeux novices comme une étape essentielle. Cette opération consistait grosso modo à enserrer la roue dans un bandage de fer, placé à chaud au rouge sur le bois du pourtour circulaire. Le fer en état dilaté se contractait en refroidissant à la température ambiante, le rétrécissement assurant le serrage des pièces simplement assemblées. À titre d'exemple moyen, une roue de charrette utilitaire, de plus d'un mètre de diamètre, se caractérisait par un bandage en fer adapté, épais de 2 cm et large de 10 cm. Pour de lourds chariots de convoi exceptionnel (statue monumentale, corps de fontaine massif), il n'était pas rare que le bandage en fer de la roue arrière atteigne 5 m de périmètre et pèse au-dessus du demi-quintal.
Réaliser une roue de 50 cm de diamètre nécessitait de façon cumulée environ une journée de travail. L'opération parfois étalée sur plusieurs semaines comprenait le cintrage des bois courbes, la préparation des composants de la roue à rayons et du moyeu, le calage des rayons dans les mortaises du moyeu grâce à la masse, l'assemblage des pièces en bois en roue, le ferrage de la roue ou cerclage de la jante. La roue devait résister à la charge brinqueballée par le véhicule, et surtout aux trépidations des routes cahoteuses lors des trajets.

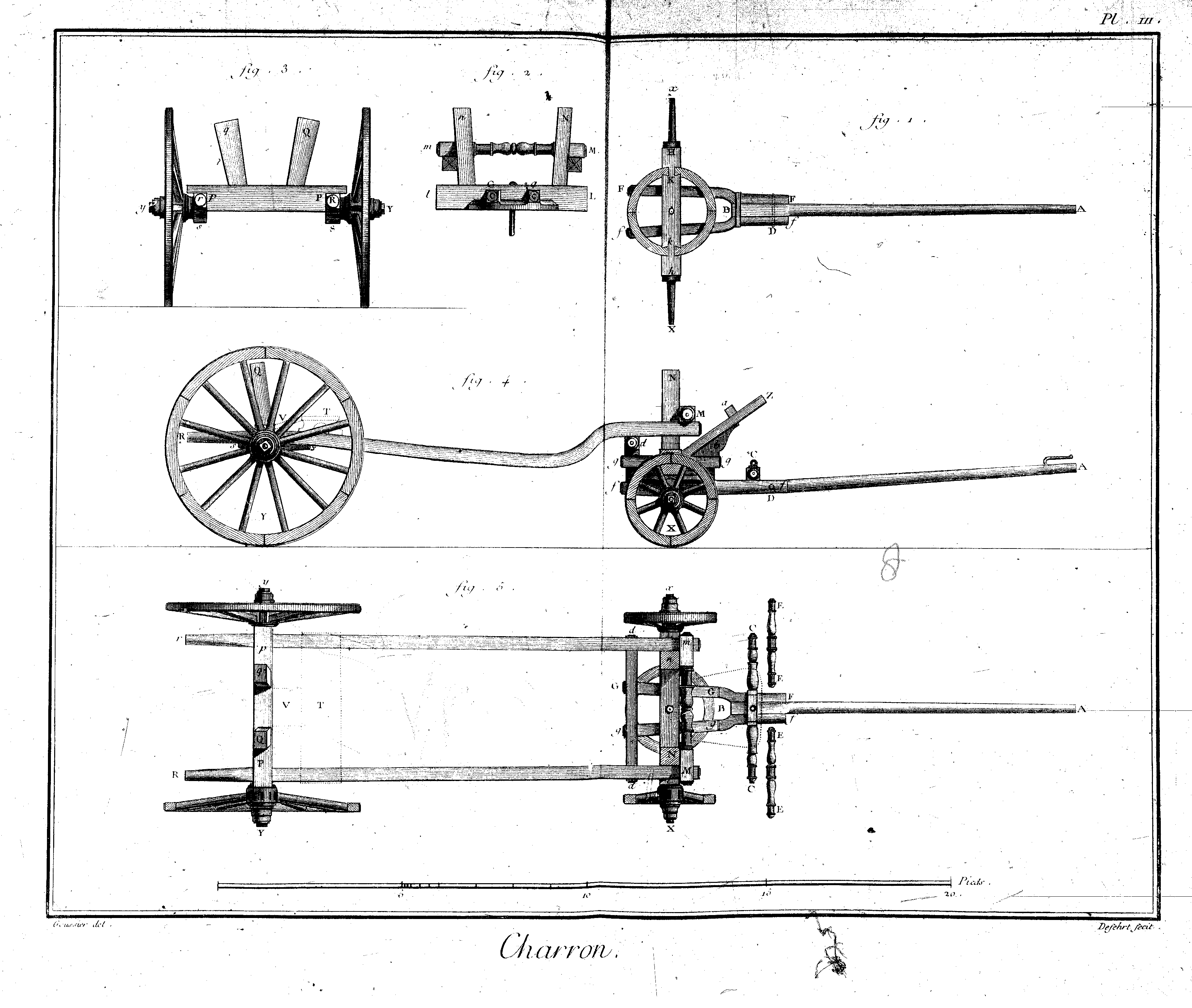
Conception du char.

Mais il fallait aussi concevoir le corps du véhicule-modèle sur le couplage d'un train roulant ou de deux trains roulants différents, la carrosserie ou charpente de la caisse du véhicule-forme, la suspension avec des pièces de gabarit compatible avec le support roulant, le système d'attelage (brancards, timons). Le charron savait aussi bien ajuster une roue que monter et équiper une voiture. Il est ainsi devenu par exigence de son métier (un char doit rouler de façon stable) autant un expert en modèle réduit ou en patrons de diverses échelles de taille qu'un adaptateur du portage du véhicule à des fonctionnalités polyvalentes (transport de personnes, charges diverses de foin, fumier, bois, grands tronc de bois, gravats, minerais…), voire du mode du déplacement du véhicule (adaptation du chariot aux virages raides en terrain montagneux, transport sur roues bloquées et munies de patins spécifiques pour former un traîneau sur neige ou glace, mise en place de ponts et de mats pour la propulsion à voile dans le cas des grands chariots à voile roulant à plus de 100 kilomètres par heure sur les plages de la mer du Nord dès le début de l'époque moderne).

### Matériaux de charronnage
Les bois de charronnage les plus communs, décrits par les dictionnaires encyclopédiques dès 1690, sont le chêne, le hêtre, l'érable, le frêne, l'orme, le charme. Par exemple, les moyeux et rayons des roues, l'ensemble du châssis sont des pièces taillées en bois dur et résistant de chêne, alors que les jantes sont en bois de hêtre, facile à courber. L'orme et en particulier l'orme tortueux peut être employé pour les moyeux et les jantes, le hêtre pour les essieux, le frêne pour les jantes et brancards, le cœur de chêne à fil droit pour la flèche, pièce maîtresse sous la caisse et les traverses… La réserve de bois, objet d'une attention cruciale, est souvent à l'arrière de l'atelier ou dans un hangar aménagé attenant. Le charron avait des fournisseurs de bois attitrés, à moins qu'il ne repère sur pied les arbres, s'approprie ou achète, coupe lui-même les bois recherchés. L'orme blanc, le frêne des haies, le chêne résistant exigeaient un séchage minimal de deux années avant emploi. Les charrons les plus consciencieux attendaient quatre années pour les billes de bois de chêne employées à la confection des rais et même cinq années pour observer la résistance au micro-fendillement des ébauches de moyeux. Les déchets de bois, copeaux ou sciures, pièces de rebut, servaient au chauffage de l'atelier ou de sa maison. Des pièces de fonte, à fin utilitaire ou de décorations, pouvaient servir dans la fabrication du véhicule. Outre une barre et quelques ferrures en fer forgé et bien sûr les bandages des roues, des pièces métalliques en fer assurent le cerclage d'embout et forment le passe-guide.
Le charron qui conçoit ou répare communément des véhicules à traction animale et des équipements d'attelage a une bonne connaissance du matériau cuir. Néanmoins, il se fournit en lanières et pièces de cuir auprès du bourrelier, auquel il n'hésite pas à s'associer pour mettre au point un système d'attelage perfectionné.

### Métier d'atelier

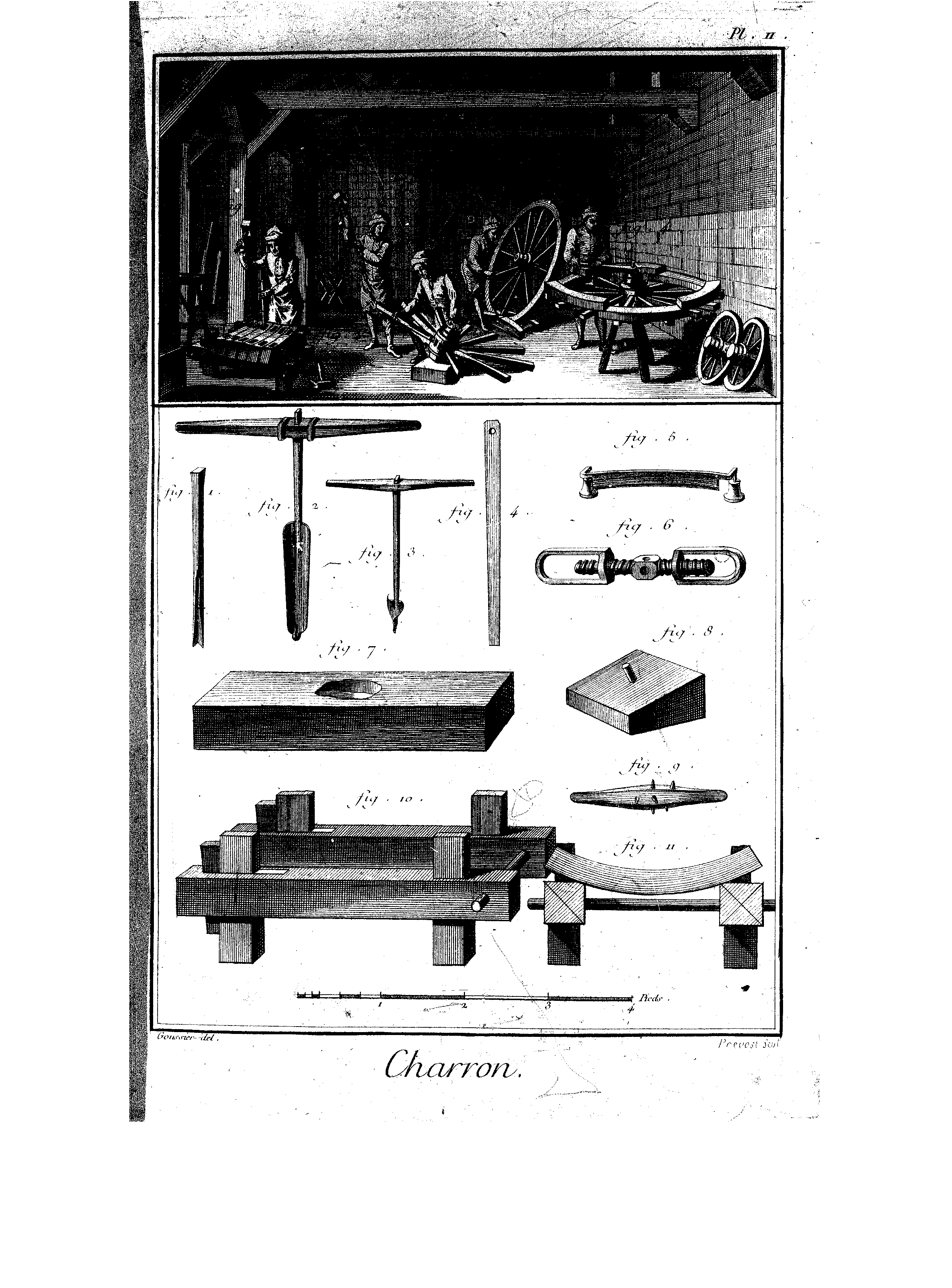
Charron, atelier et travail, planche de l'Encyclopédie.

L'atelier comporte différents postes de travail. Sur le mouillet, c'est-à-dire son établi spécifique, un lourd châssis de bois, il peut tracer les ébauches de moyeux, finir les moyeux percés de mortaises, fabrique les éléments de jante ou préparer d'autres pièces nécessaires. La selle ou trépied est un billot de bois, portant un axe en son centre pour recevoir et maintenir la roue en cours de façonnage. Le jantier est un étau adaptable permettant de regrouper les jantes afin d'y percer les mortaises. Le tour à bois est soit actionné au pied soit par le chien du charron se mouvant dans une roue spéciale. Autre poste de travail, l'endroit rempli de divers tonneaux ou aménagé en fosses où le charron cintre à l'eau ou à la vapeur les pièces de bois. Par contre, l'opération complète de cerclage métallique de la roue, nommée embatage, nécessite un foyer à l'air libre et une plaque d'embatage et des cales pour fixer préalablement la roue. L'artisan utilise aussi quelques différents tonneaux ou billots de bois aménagés en supports de roues en réparation ou en fabrication. Il place souvent les pièces à l'horizontale pour les examiner attentivement.

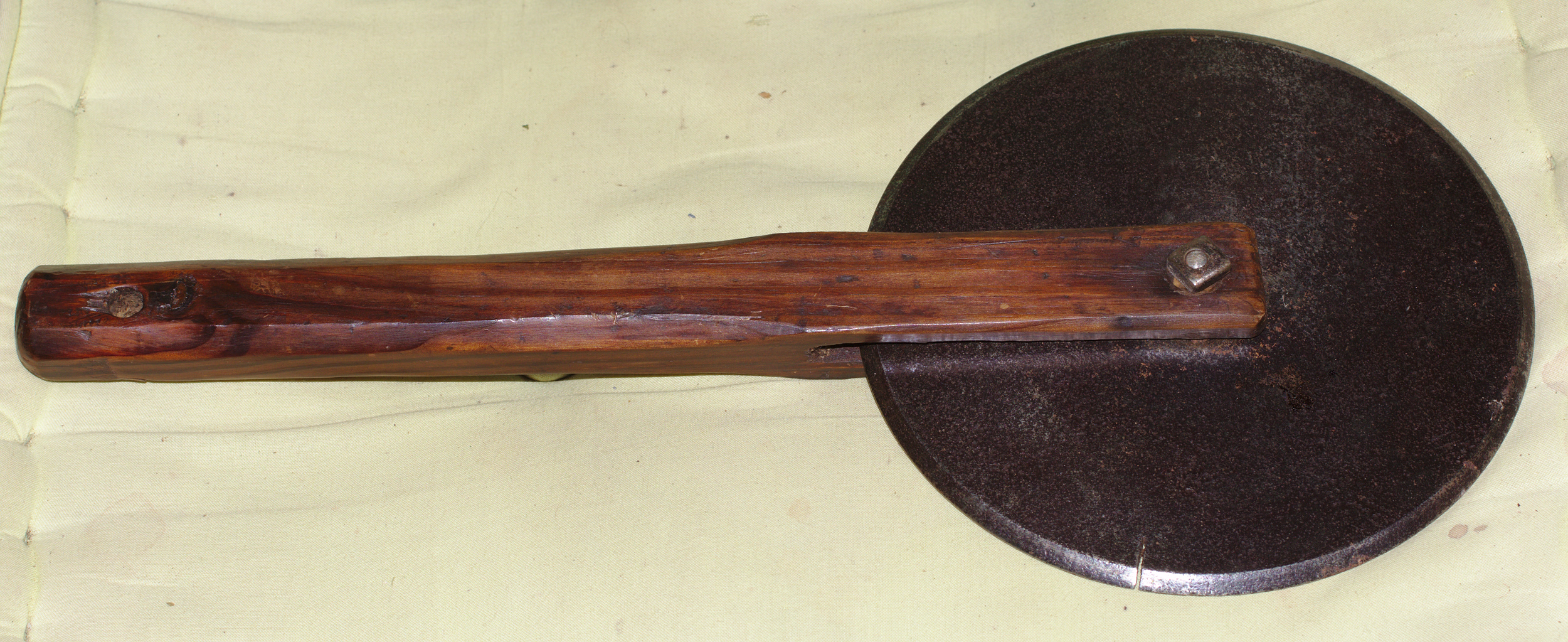
Une ancienne roulette de charron.

Ses outils, souvent spécifiques à l'atelier ou marqués à son nom s'ils sont en bois et un bien personnel, paraissent simples et parfois sommaires, comme la roulette, la fausse équerre, la mesure à faire les rais. Ses outils doivent assurer un serrage, une coupe, une mesure, une fixation, un creusement, un évidement… Ils n'en sont pas moins précis et d'une efficacité remarquable si le maître, formé par une pratique précoce d'une dizaine d'années, garde son coup d'œil et son geste expérimenté. Les plus connus dans la littérature sont le bec d'âne ou bédane, la châsse, la chèvre, la gouge, la plane, la selle, la doloire, l'herminette, mais le rabot de charron à amples poignées, différent d'un rabot à queue, le bouvet à rainurer pour façonner les rainures de roues, le guillaume à queue pour exécuter les autres rainures et moulures autant décoratives que conçues pour l'allégement sont souvent oubliés. Parmi les outils spéciaux l'observateur compte le serre-joints, la mesure à faire les rais, le rabot à rais, la chaîne de charron ou serre-rai (levier pour caler les rayons dans les éléments de jante), l'appareil à fixer les boîtes d'essieu, la roulette, la fausse équerre, la hache à un seul biseau, la scie à châssis, le vilebrequin, les planes, le jarvis. Les outils à tracer étaient les règles, l'équerre, le compas droit, le compas d'épaisseur. Ses autres outils sont ceux des charpentiers et des menuisiers : scies, haches, rabots ou varlopes, couteaux ou ciseaux, gouges, vilebrequins, tarauds ou tarières (cuillères coupantes ou longues lames tranchantes à profil semi-circulaire pour creuser l'axe du moyeu de la roue) de différentes tailles, sans oublier la masse ou marteau de bois. Le charron avait un usage commun des calibres, qu'il devait concevoir pendant son apprentissage, pour définir le profil et la taille des pièces à "réaliser à la bonne mesure". Le temple dénomme le calibre indiquant l'emplacement de la mortaise dans la jante. La jumerante est le calibre pour tracer les jantes.
La qualité des pièces préparées avant assemblage ou montage du véhicule est fondamentale. Elle explique pourquoi les charrons, modestes artisans au XXe siècle, ont souvent continué à les préparer avec minutie car ils étaient mécontents du coût et de la résistance des diverses pièces proposées par la charronnerie industrielle. L'essieu, travée portante dans l'axe des roues, était parfois évidé par une préparation de cavité à l'aide de l'amorçoir, agrandie de tarières et de tarauds. Lorsqu'il découvrait pour la première fois une voiture, le charron observait ses trains roulants, soient le(s) essieu(x), indicateur(s) de l'âge du véhicule, et les roues, permettant d'estimer l'état d'usure et de réparation du véhicule.

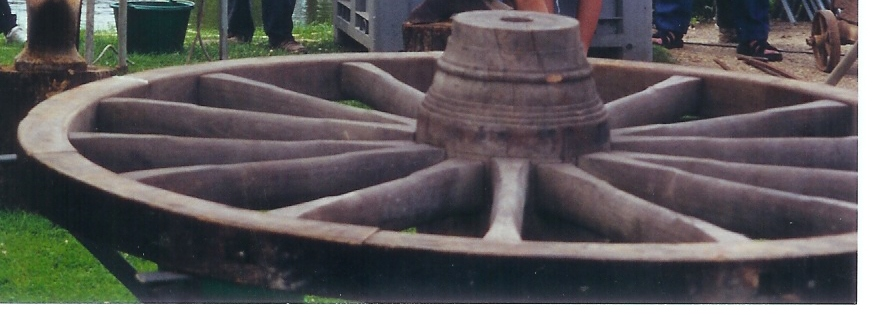
Roue de charrette usagée, avec son moyeu (contenant la boîte d'essieu) proéminent, demandant un nouveau cerclage.
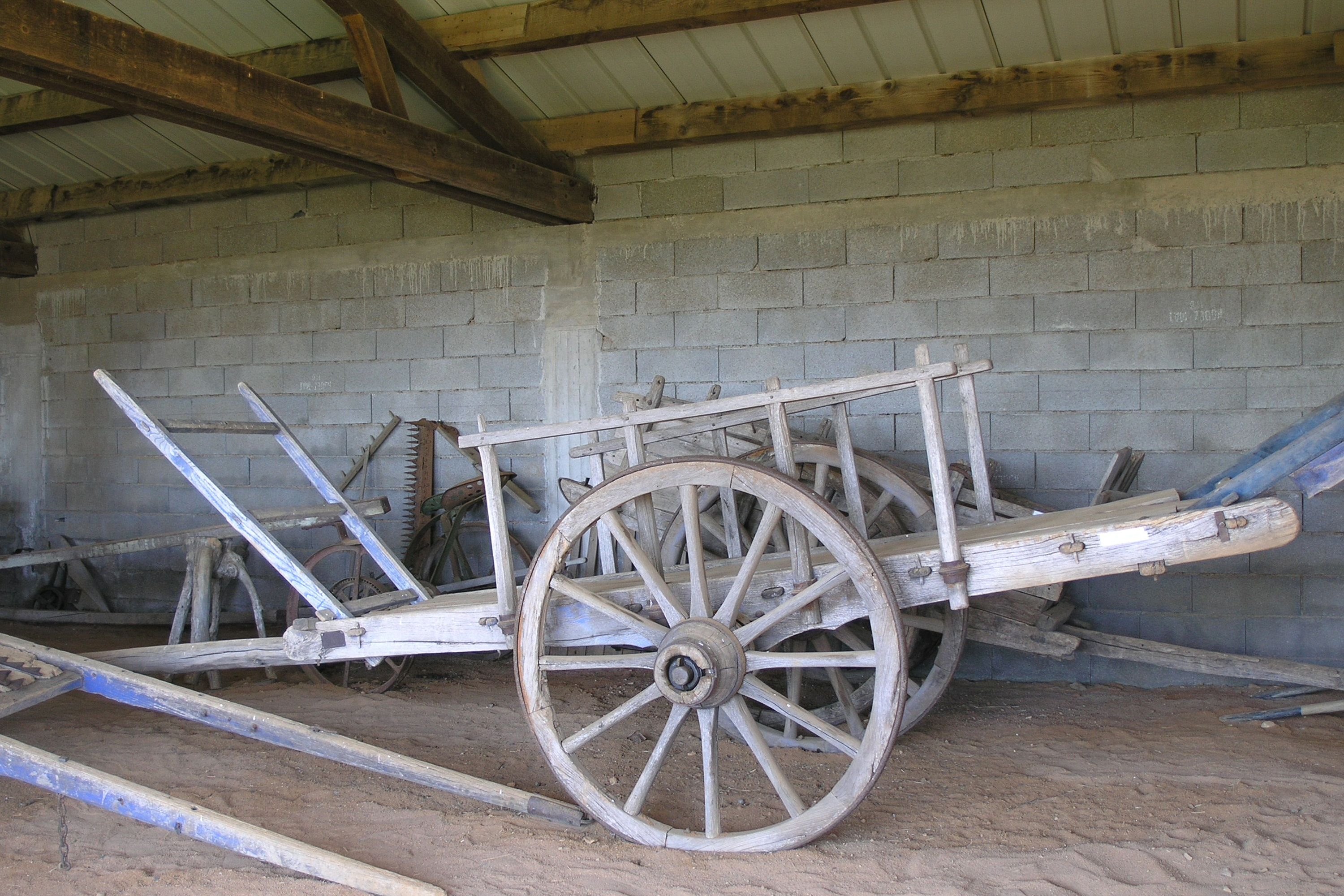
Charrette avec ridelles et échelons, adaptée à un transport de sacs, de fagots, de toiles bourrées de fourrage.
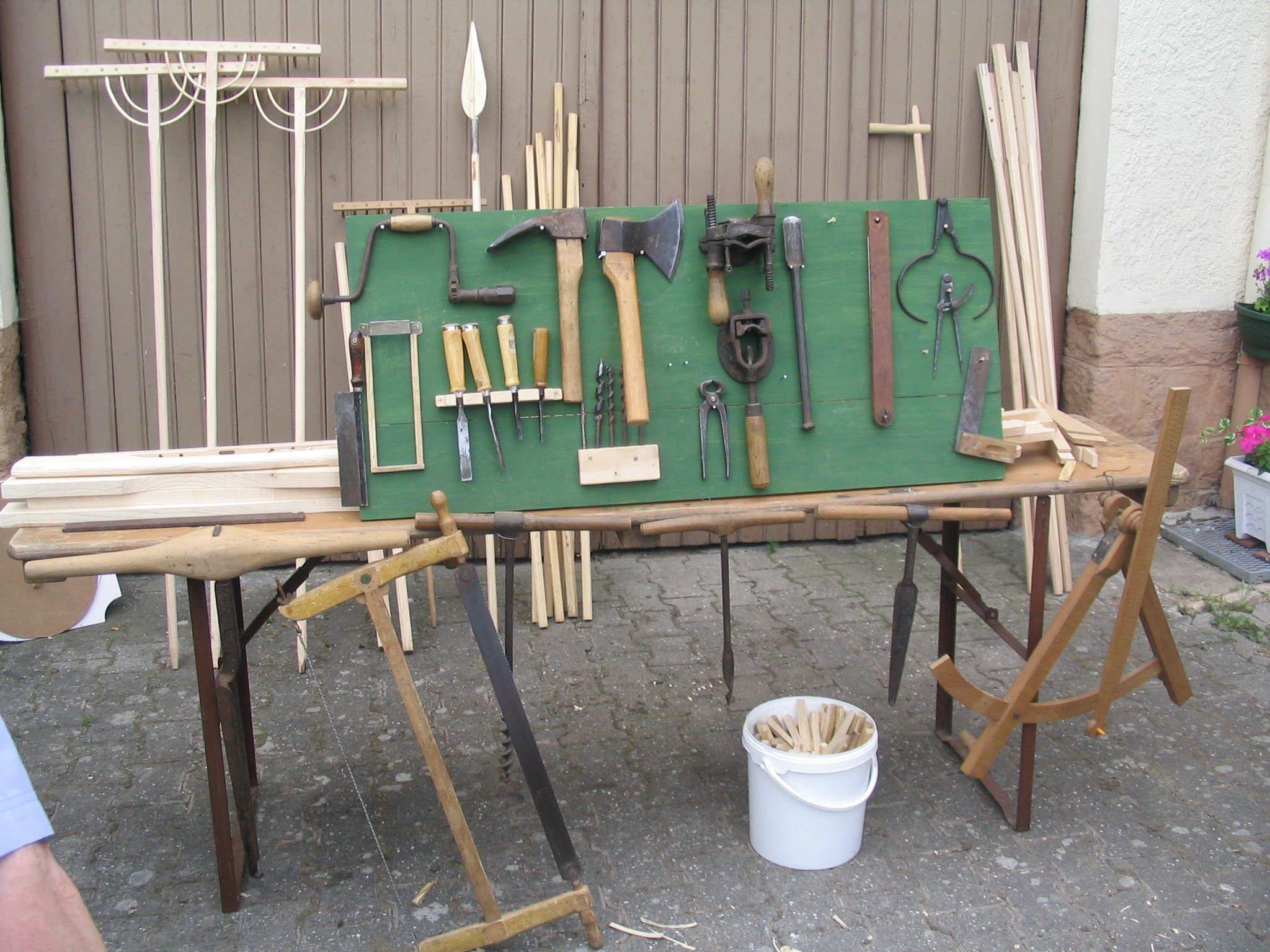
Outils modernes d'un charron allemand.

### L'art du charron
L'art oublié du charron, redevenu modeste artisan au temps industriel triomphant, gît dans les détails et les adaptations du pays : il était capable de concevoir une forme de roue légèrement conique pour renforcer, par son montage, la stabilité et la résistance des trains de véhicules. L'axe des fusées d'acier, porteuses de l'axe des roues, est incliné vers le bas, formant un angle avec l'horizontale, nommé le devers. Les roues penchent vers l'extérieur en haut ou vers l'intérieur en bas. Pour que le bandage puisse appuyer le plus platement sur le sol, sa pose respecte un angle de correction avec l'horizontale, le biseau. Le bandage qui n'est nullement perpendiculaire aux rais n'est donc pas proprement cylindrique, mais conique.
Par ailleurs, la conicité interne de la roue se traduit par l'existence d'un angle entre le rayon et la verticale, nommé écart, le creux ou concavité étant tourné vers l'extérieur. Cette adaptation nommée "écuanteur de la roue" compense la pose de la roue en devers. Elle permet une position la plus verticale possible du rayon supportant l'effort de la charge du chariot. La verticalité maximale est en pratique atteinte soit en état de charge maximale soit lorsque la roue s'approche d'une pente ou est soumise à une contrainte latérale. La disposition des rayons, grâce à l'écuanteur, évite la casse des rayons placés sous contrainte sévère de roulage. L'effet combiné de l'écuanteur et du devers crée des forces oscillantes qui assistent les roues dans les mouvements latéraux du chariot et compensent les oscillations nées de la traction irrégulière, en va-et-vient, des animaux. Le niveau technique est bien éloigné de l'invention archaïque du train de roues verticales et plates. L'ensemble génère aussi le typique mouvement balançant du chariot que l'écrivain Anton Tchékov rappelle dans sa description de la steppe ondulante ou que le rythme des vieilles berceuses européennes susurre.
Même si l'asymétrie semble exclue par la nécessaire symétrie du roulement, un charron est attentif à l'usure différentielle des roues gauches et droites. De même, un système performant d'attelage bovin ne peut se passer d'un couple de bœufs droitier-gaucher bien placé.
Le graissage des roues de chariot était réalisé parfois à base de matière minérale, possédant des micro-fossiles organiques spécifiques favorisant la lubrification, ou encore à partir de la matière grasse animale la moins onéreuse, comme le beurre, dans la Normandie heureuse.
Une fois sa forge allumée et chaude, le charron ne pouvait refuser à son client cultivateur le renforcement en fer d'un soc de charrue usé ou la moindre réparation d'outil métallique. Ainsi les ateliers de village réparaient les véhicules et engins abîmés, avant les saisons de labours, des semailles, de la fenaison, des moissons, des récoltes automnales. L'hiver le charron fabriquait des roues neuves, des brouettes en bois, des bards pour remonter la terre sur les champs en terrasses… et honorait des commandes spéciales, notamment des voitures et des pièces de rechange. Et, dans les villages sans menuisiers, le charron ne peut refuser ni de fabriquer des caisses pour accueillir les lavandières, ni de faire les cercueils.

## Historique

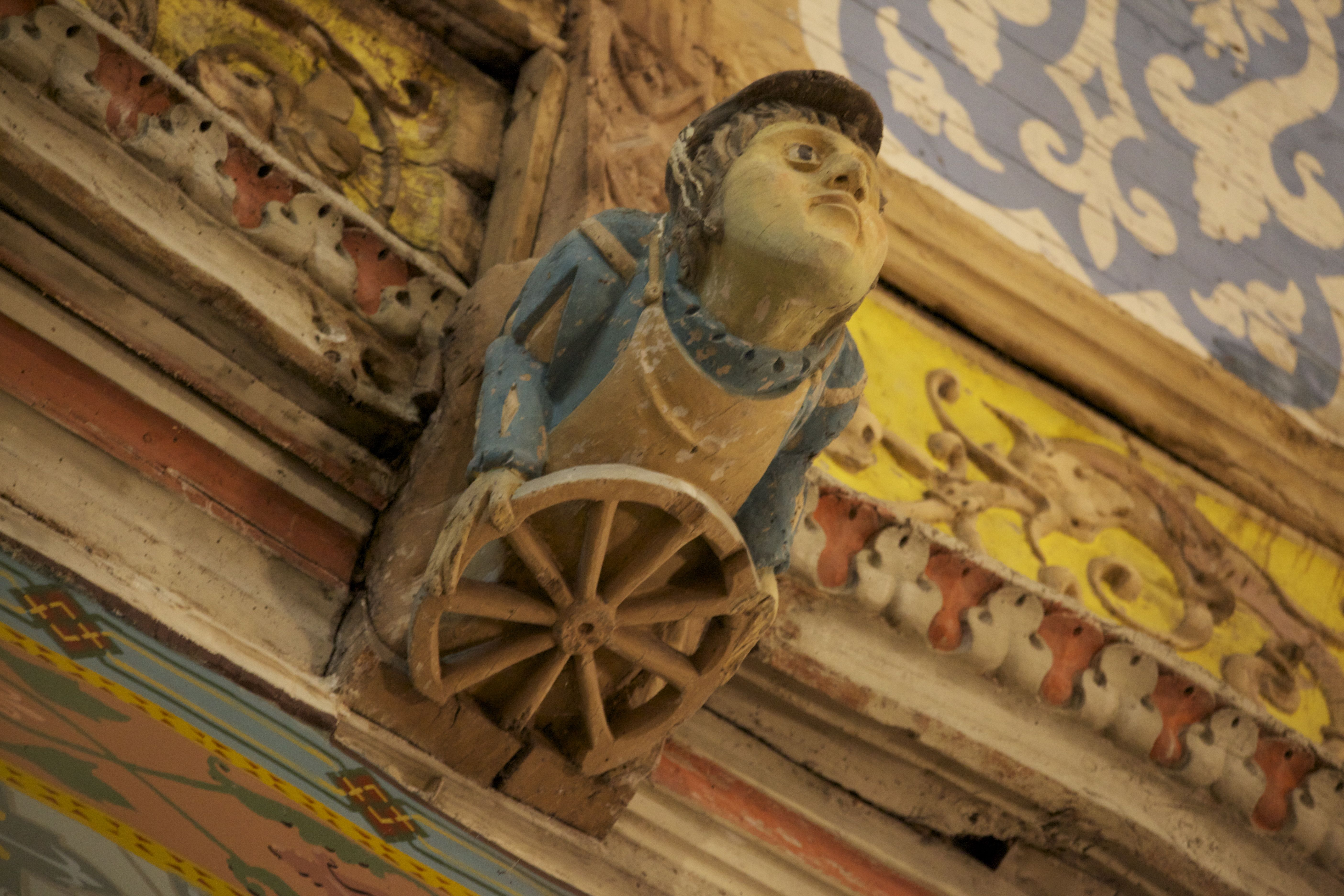
Un charron, sculpture dans l'église d'Heudicourt (Eure).

Un atelier de charronnerie était indispensable dans chaque village jusqu'à la fin de la civilisation de l'attelage. Jean-Yves Chauvet estime que le charron figure en 1840 parmi les dix artisans lorrains plus ou moins saisonniers qui desservent environ 300 habitants. L'apprentissage complet de ce métier technique durait au minimum cinq années dans un cadre institutionnel ou corporatif, au minimum quatre années dans un cadre traditionnel ou officieux sérieux.

### Au service des transports
L'histoire de la charronnerie est de facto liée aux différents modes de transports. Les contrées traversées par les chemins gaulois, les voies romaines, les routes tracées par les convois marchands, à l'origine organisés en caravanes, ont accueilli des générations d'ateliers de charrons, souvent présents dans des villages spéciaux ou près des ports ou lieux de (dé)charges marchands des villes. Aux temps mérovingiens, s'il existe encore de puissants corps de transporteurs, à l'origine antiques, qui contrôlent une ou plusieurs voies marchandes, le charron n'y exerce qu'un métier de service interne et coordonné. Outre la clientèle paysanne et locale, les charrons médiévaux travaillaient aussi à fournir ou entretenir les équipements spécifiques, souvent des charrettes adaptées à la tâche demandée et conduites par les paysans (personnel soumis à corvée de conduite) pour les adjudicateurs du transport des récoltes domaniales lointaines ou assujetties à la dîme ou l'impôt (bleds, grains, bétail sur pied ou viandes, fromages, fruits, vins, poissons, volailles, fourrage, bois, gibier) des zones de production, de cueillette ou de pêche vers les centres de propriétés domaniales ou de seigneuries, notamment les puissantes abbayes et les résidences ecclésiastiques. Tout comme le charpentier médiéval, le charron sait concevoir ou entretenir les appareils de levage, de la poulie à la grande roue de levage des grands chantiers, mais aussi les pontons roulants, les embarcadères ou débarcadères de barques avec chariots roulants, les bacs ou les barges de fleuves, rivières ou plans d'eau accueillant chars et charrettes. Au XVe siècle, un petit char à quatre roues circulant sur rail de bois se généralise dans les mines de Saxe et dans les provinces minières d'Allemagne du Sud.
Outre la conception et la supervision des lents convois de charges exceptionnelles, les charrons ont sans doute fourni maintes prestations sur les chars et chariots de la cour, toujours mobile, des grands souverains médiévaux, mais aussi sur les litières couvertes des dames nobles. Ils œuvrent aussi pour les compagnies de messagerie, sous le contrôle de l'administration étatique et apportent dès le XVe siècle les innovations allemandes et italiennes, des chars à suspension de chaînes au chariot branlant à lanières, de l'usage au siècle suivant des lames métalliques de ressorts des coches aux carrosses de luxe. Petit à petit, un transport quasiment individualisé de personnes riches ou puissantes se généralise : quelques charrons, dénommés carrossiers, commencent à fabriquer et à réparer les carrosses auprès d'une riche clientèle de prestige. Mais cette spécialisation du métier ne prend véritablement son essor que lorsqu'elle happe les marchés officiels des transports individuels ou collectifs, de plus en plus accessibles aux classes bourgeoises modestes. En 1668, les carrossiers travaillent souvent de concert avec les selliers-bourreliers, parfois dans les mêmes lieux de fabrication-réparation, financés par les capitaux des associations d'entreprises concessionnaires des transports publics.
La proximité de centres urbains en croissance et la réglementation tant de largeur, de charge, que de type de traction, imposée sur des routes ou des passages fréquentées modifient les habitudes paysannes. Ainsi, en Île-de-France, dès la fin du XVIe siècle et sous le règne de Henri IV, le lourd chariot paysan à quatre roues, à fonction polyvalente, tend à se raréfier pour laisser la place à une gamme de charrettes utilitaires à traction chevaline, plus légères et maniables, il finit par disparaître après 1650, éclipsé par les grandes charrettes, la guimbarde des moissons, et les charrettes à herser, version ancienne des grandes gerbières. Le char paysan continue à se perfectionner, contrairement à une représentation banale reléguant les zones rurales à un état d'arriération et de vétusté technique, et étendre ses fonctions polyvalentes, allant jusqu'à varier les types efficaces de transports sur toutes surfaces de roulage et même dissocier train avant et train arrière pour transporter des charges longues et rigides, par exemple des grumes ou des longs poteaux ou madriers en bois. Les ateliers répondent aux commandes militaires, notamment dans le train d'artillerie, constamment perfectionné au XVIIe siècle, et le train des équipages, accru au milieu du XVIIIe siècle par les codes de la guerre en dentelle, cherchant à minimiser le pillage et la dévastation des pays par le transport systématique des nécessités de la troupe. La France révolutionnaire après 1790 laisse pendant une dizaine d'années une grande liberté de transport, dont jouissent quelque temps les charrons malgré les terribles troubles sociaux et les guerres civiles latentes qui s'ensuivent. Les grandes guerres napoléoniennes terminées laissent une profession en crise et exsangue aux effectifs devenus pléthoriques.
James Tilbury illustre l'optimisme des charrons-carrossiers de l'Angleterre victorieuse. Il poursuit le développement des cabriolets légers, à deux roues, ouverts, qui, dans l'activité de louage, ont mis fin aux chaises à porteurs et aux chaises roulantes après 1780. L'entrepreneur laisse, en particulier, son nom à un élégant cabriolet léger, découvert ainsi qu'à une charrue à siège. Les charrons du Palatinat continuent à promouvoir leurs anciennes créations, notamment le landau à capote repliable à soufflets et à deux banquettes en vis-à-vis. Dans les grandes villes, les omnibus, grosses voitures des concessionnaires du service public à plusieurs places, augmentent leur capacité à plusieurs dizaines en aménageant leur toit plat rectangulaire en étage supérieur. La diligence ou malle-poste assurant un service régulier emprunte le réseau routier au maillage de plus en plus fin entre les villes.

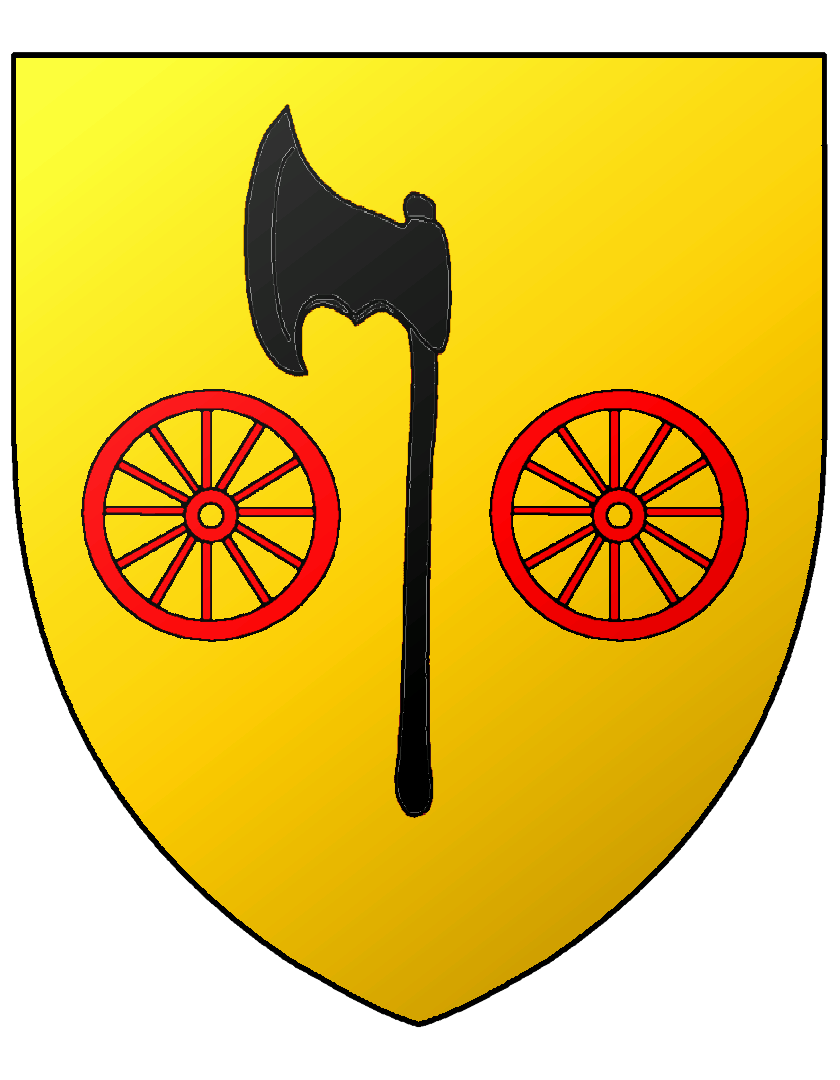
Corporation des charrons rouennais.
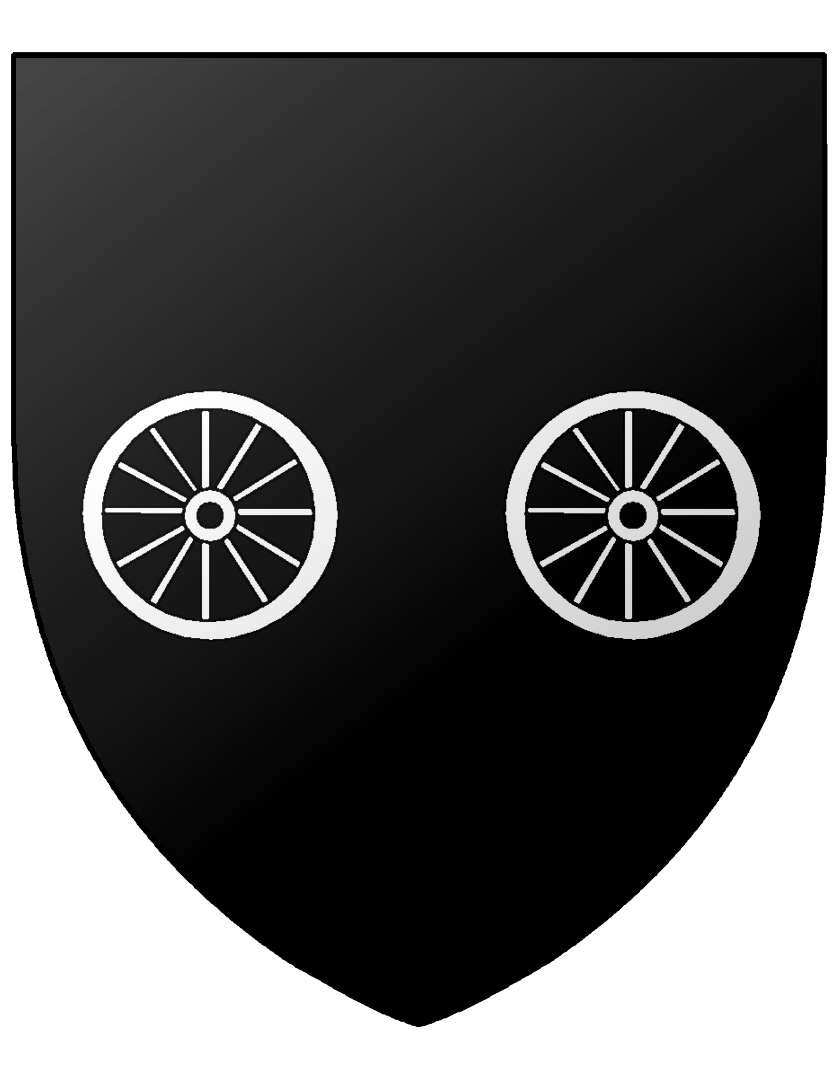
Corporation des charrons rethelois.
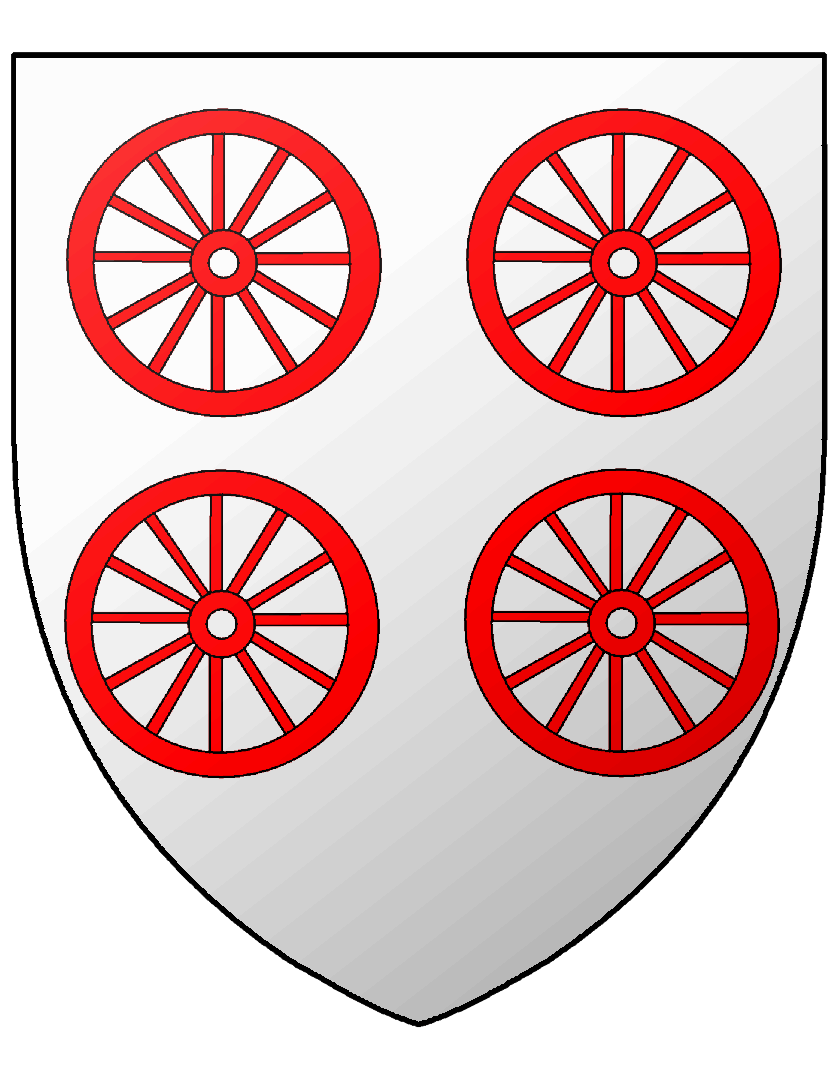
Corporation des charrons parisiens.

La rationalisation et la normalisation de la production des roues et des voitures, en progrès depuis le siècle des Lumières, a déjà contraint cet artisanat à abandonner la conception et la fabrication, pour se limiter à la réparation, maintenance, vente de voitures et d'outils, ou à multiplier les activités de services faisant parfois de la concurrence aux forgerons. De 1750 à 1850, l'industrialisation a touché ce métier pratiqué en atelier. Plus précoce en Angleterre, les standards de fabrication des grands ateliers, avec des roues et des éléments de voitures (pièces détachées) à différentes échelles de taille, sont déjà impressionnants dans la région parisienne en 1830.
Avec l'essor français des modes de fabrication industrielle après 1850, puis de procédés d'ingénierie après 1880, Il ne laisse aucune marge de développement à l'atelier de charron modeste, s'il ne peut se lancer dans la fabrication de modèles de luxe, avec le soutien de riches clients ou se limiter à un compartiment ou une spécialisation de son activité autrefois polyvalente et parfois créative du XIIIe au XVIIe siècle. Le choc, en dehors des zones paysannes traditionnelles, est si violent que le terme de charronnage se limite dès l'entre-deux guerres à la confection du train roulant. Dans le monde anglophone, cartwright (fabricant ou réparateur de charrette ou kart), wainwright (fabricant de long chariot) ou même ploughwright finissent ainsi par se confondre avec wheelwright (fabricant de roues). En France, malgré quelques îlots de tradition paysanne marginale jusqu'au début des années 1970, le nom de métier n'est souvent même plus compris.

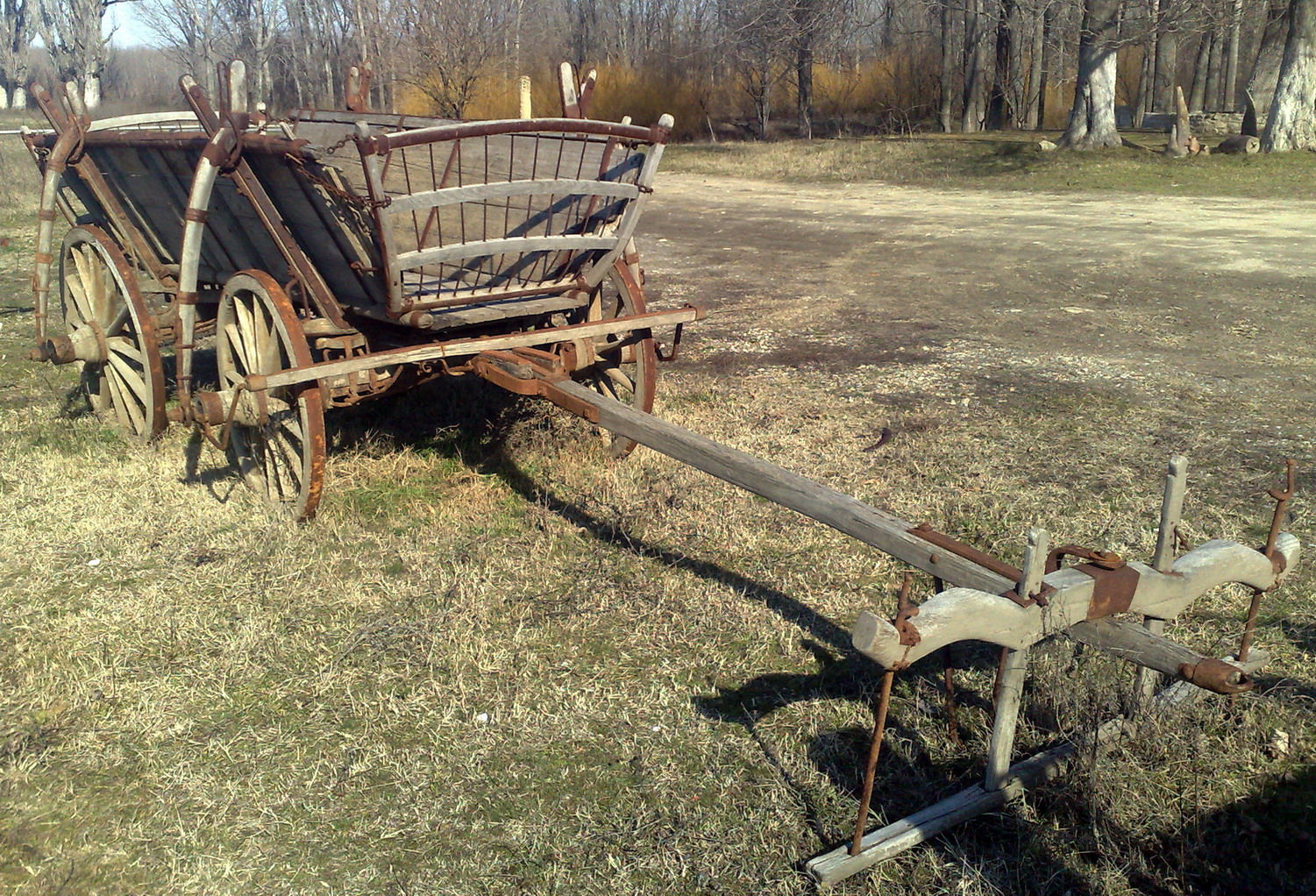
Char paysan roumain abandonné, aux pièces de fer rouillées.

Si le métier est devenu obsolète au cours des années 1950 avec la généralisation de l'automobile et la mécanisation agricole, les charrons qui n'ont pas abandonné leurs ateliers, sont devenus des bons réparateurs en mécanique et en carrosserie, voire des vendeurs de voitures ou d'engins de transport, de machines et de matériels agricoles. Toutefois, les rares ateliers de charron et maréchal-ferrant, encore en activité dans les années 1970 et 1980, grâce à une clientèle urbaine attachée à l'activité équestre de loisir ou de sport, étaient souvent dans l'impossibilité de répondre aux commandes de voiture de location touristique, à la mode rétro de traction chevaline. À l'heure actuelle, il reste en France une dizaine de charrons ; l'entreprise Montpied, sise à Saint-Ours, a été labellisée au titre du patrimoine vivant.

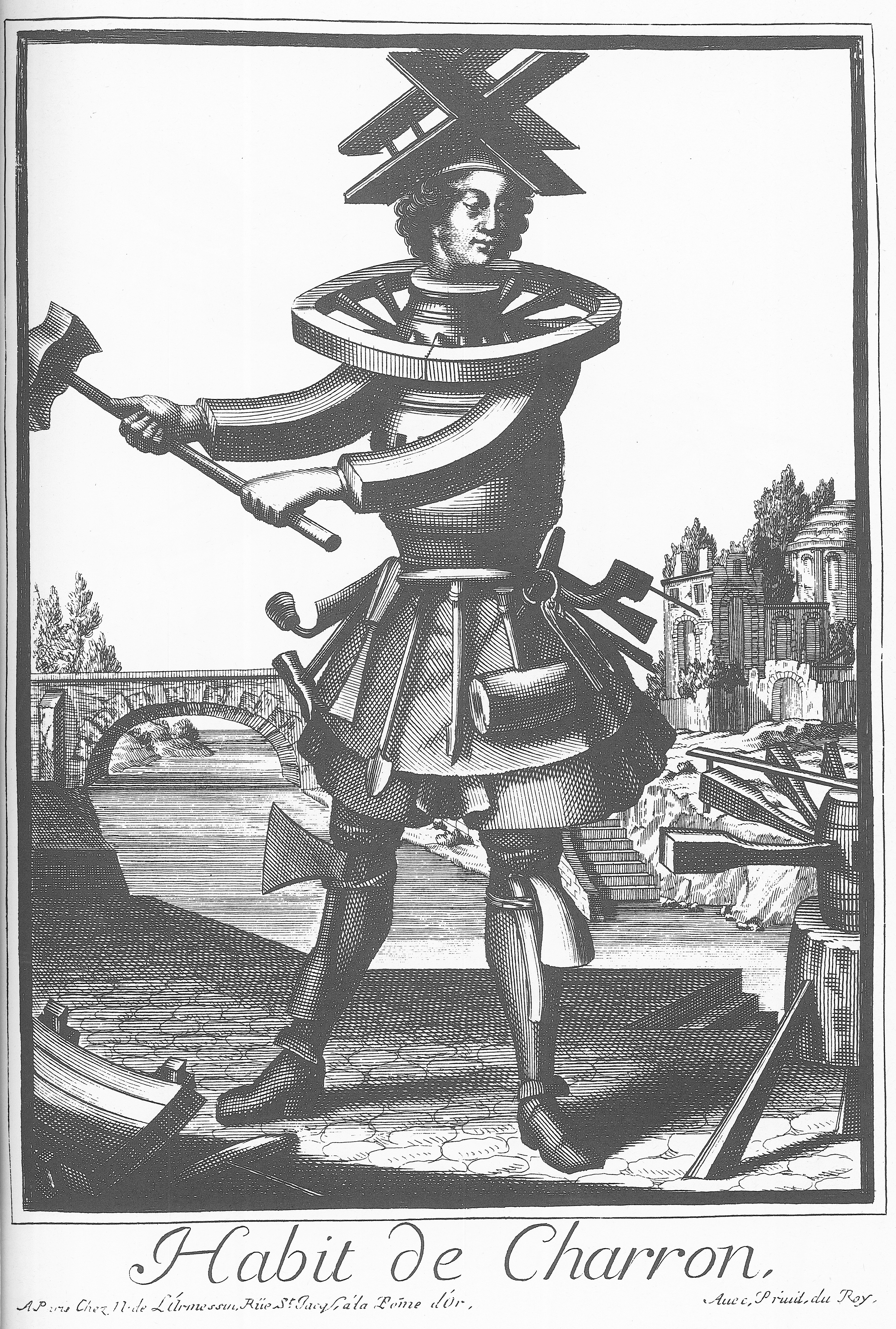
Une gravure satirique du charron.

Il faut distinguer le charron du fabricant exclusif ou du réparateur-changeur de roues, le rodier, nommé royer dans le Grand Est ou rouyer en Lorraine, ou plus trivialement embardeur de roues était appelé de noms différents, caron en langue picarde, Wagner en langue allemande d'Alsace. Il portait divers sobriquets ou surnoms selon les régions : charrelier, carrelier, carlier dans le Nord de la France, Krumholz ("bois-tortu" pour se moquer de l'art méticuleux de courber de façon si régulière son bois) en Alsace. Les clichés du charron analphabète ou illettré, d'esprit retors ou bourru, fermé sur sa tâche ou désinvolte face à son activité sont tenaces. Ils proviennent du dédain méprisant ou de la méfiance, manifestés par le clergé médiéval face à cette activité ancienne, chargée de savoirs antiques, à moitié païens, toujours résurgents chez les peuples semi-nomades, itinérants ou migrants.

### Un rapport à la mobilité dérangeante ou conquérante
Son enseigne comportait souvent une roue et une sainte patronne, Catherine d'Alexandrie (martyrisée avec une roue à pointes qui figure, brisée, dans ses attributs), représentée par une statue, momentanément présente à la porte de l'atelier, à laquelle le patron et les ouvriers offraient des bouquets enrubannés le jour de sa fête, le 25 novembre. La roue, parfois associée à un ou plusieurs outils tels que la doloire, l'herminette ou le plane, est d'ailleurs l'emblème de l'entrée tardive des artisans charrons dans le compagnonnage commun avec les forgerons en 1706 à Bordeaux. Ainsi on retrouve la sainte patronne favorite de ces derniers, sainte Catherine, mais aussi saint Éloi. C'est pourquoi le verdunois Raymond Humbert classe sans hésiter la confrérie des charrons parmi les artisans des métaux.
Pourtant, les réalisations de chefs-d'œuvre en bois tourné ou courbé attestent aussi sa maîtrise du matériau ligneux. L'apogée du charronnage dépend souvent du point de vue géographique et culturel. Du XVIIIe siècle au début du XXe siècle, il est ardu de dresser une typologie de l'art régional du charron, chaque province ou même chaque petit pays montagneux ayant affirmé des choix techniques et esthétiques concernant l'accouplement des trains de roulage, la forme du bâti ou corps de voiture, la taille et les caractéristiques des organes et des pièces le composant, la sculpture, le chanfreinage, la décoration des parties visibles, voire parfois la peinture sélective, codifiée et superbement multicolore. Les différences sont spectaculaires car les cultures paysannes oscillent entre un minimalisme sobre valorisant la pièce technique et une floraison exubérante du détail ouvragé, perfectionné, si ce n'est caché ou embelli. Si les chariots de roulage marchand obéissent encore souvent à ces modes régionales, les véhicules de poste et de service de transport nationaux s'en éloignent, a fortiori les voitures de luxe des particuliers, souvent de standards internationaux.
L'activité du charron a toujours eu un rapport privilégié avec les peuples semi-nomades ou itinérants. Une fraction importante des familles paysannes médiévales au voisinage des montagnes était semi-nomade, par exemple en pratiquant la transhumance et en déplaçant tout ou partie de leur maisonnée. L'exploitation forestière et l'activité agricole de subsistance des hommes et des bêtes, notamment après la proscription des migrations pastorales saisonnières et l'imposition de stabulation du bétail, a permis de garder vivant le savoir-faire du charron traditionnel. Pour les derniers nomades, l'atelier du charron permettait de fabriquer ou réparer, il y a parfois moins d'un siècle, la roulotte des gitans ou manouches, les diverses caravanes des romanichels de l'Europe médiane, la modeste charrette des Jenischs rhénans, le chariot magnifiquement peint, à bâche cylindrique, des chaudronniers itinérants irlandais qui appartenait au peuple des travellers. Enfin, il réparait le "chariot de Thespis" selon le poète latin Horace, du lourd chariot des comédiens italiens du début des temps modernes aux autres voitures-roulottes des comédiens, gens du spectacle ou du cirque, ambulants, des forains de passage en général.
L'activité du charron a aussi un rapport avec les peuples migrants, anciens ou récents. La conquête moderne de territoires continentaux outre-mer, si ce n'est la colonisation agraire au terme de migration, a souvent reposé sur l'art du charron et des nécessaires transports par voiture au-delà des rivières. L'Amérique du Nord, plus que l'Afrique du Sud (Boers voortrekkers) et du Nord (colons français en Oranie, Constantinois…), paraît sur ce point un prolongement de l'Europe occidentale. Le chariot rural à quatre roues des colons habitant ou partis de la côte orientale constitue le point de départ d'une gamme de voiture suspendue, confortable, après la généralisation de ressorts elliptiques fixés transversalement le long des essieux. Dans une lignée spécifique de charronnerie américaine de roulage, décrivons ici le chariot Conestoga, apparu comme son nom l'indique dans la ville homonyme du comté de Lancaster en Pennsylvanie. Cet énorme véhicule de roulage, caractérisé par un train de roulement solide, simple et réparable, une caisse à hauts côtés, une haute garde au sol, et souvent une finition remarquable avec des accessoires adaptés, a d'abord sillonné les routes marchandes de la côte est. Tiré par un attelage complet, au choix, de chevaux puissants, de mules résistantes, de lents bœufs, il a servi aussi pour le transport vers les hautes terres de l'ouest, avant et en complément du chemin de fer ou du bateau.

## Vocabulaire: origine, étymologie, spécificité technique, expression

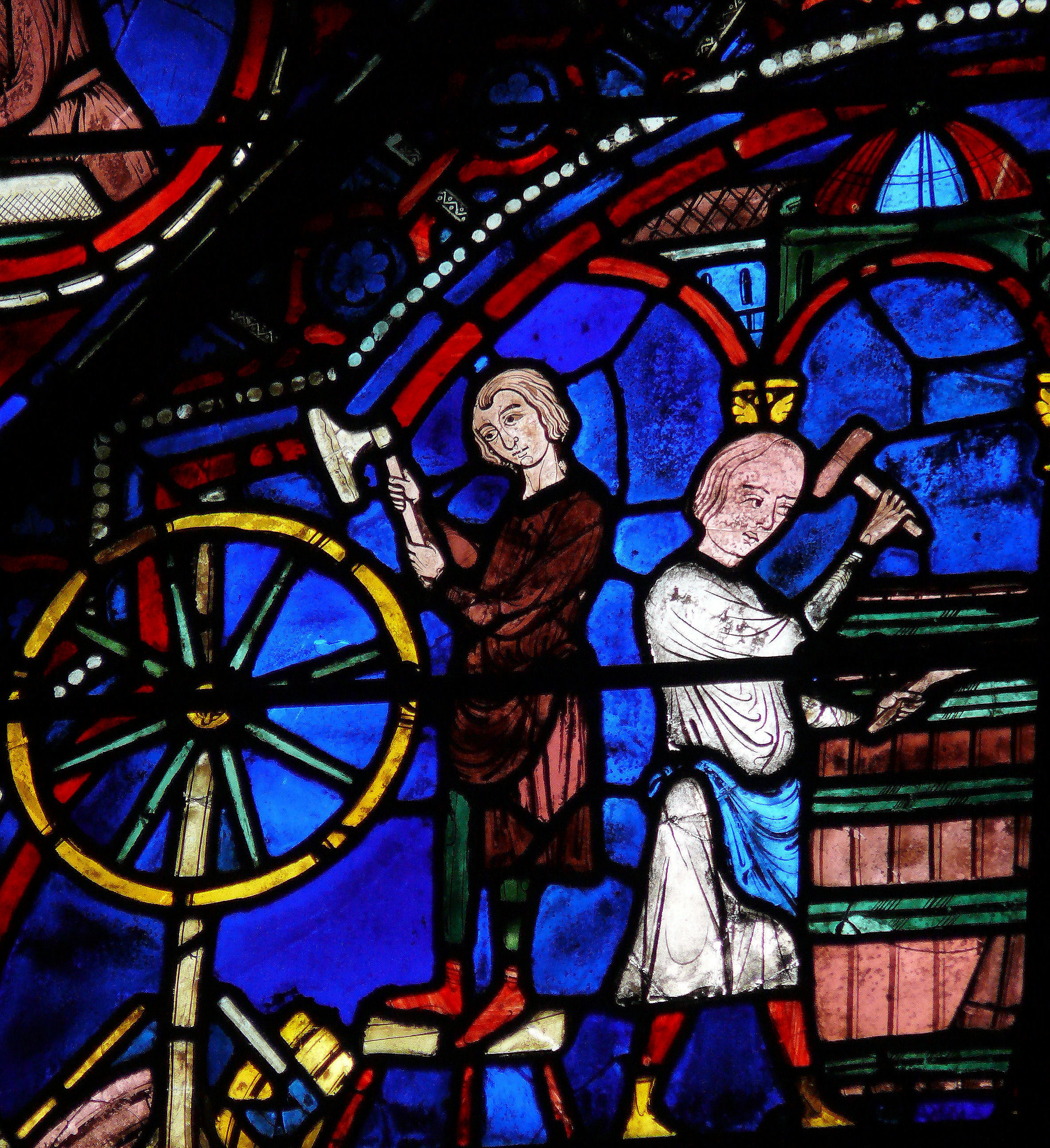
Charron et tonnelier, deux métiers d'origine gauloise ou celte, sur le vitrail de la cathédrale de Chartres.

Le charron ou caron, déjà représenté sur les vitraux de la cathédrale de Chartres avec son bec d'âne et sa roue, figure dans le livre des mestiers d'Étienne Boileau en 1268. Le mot désignant l'activité, soit la caronnerie (devenu charronnerie), est attesté en 1296. Les deux termes sont dérivés par suffixation en -on du terme carre ou char, c'est-à-dire nommant la voiture ou le véhicule usuel. Le mot allemand Wagner et ses dérivés dialectaux alsaciens (dr Wanner, dr Wennijer… par exemple dans le Val de Villé selon D. Ulrich) présente un sens analogue, correspondant à la racine germanique bevegen, indiquant le mouvement ou le véhicule.
En latin médiéval, carrus désigne le char ou véhicule, au sens générique englobant chariot, charrette, carrosse. Parmi les principaux véhicules de transport gallo-romain, les clercs distinguaient encore rheda, covinnus et benna. Notons que le dernier francisé en benne ou banne est à l'origine du terme bagnole. Avant d'accepter carro ou carronus probablement après le VIIIe siècle, le latin médiéval dénommait carpentarius le charron qui ne serait que le fabricant de l'antique carpentum ou chariot à deux roues gaulois. Ainsi le carpentier ou charpentier, mot de métier attesté en 1175, a sa racine dans le mot gallo-romain carpentarius désignant le charron. Cela ne paraît plus un mystère si on sait que la majorité des habitations paysannes à ossature de bois ou à pans de bois, des temps mérovingiens à la fin du XVIe siècle, plus ou moins légères, était par principe mobile et déplaçable (parfois sans démontage).

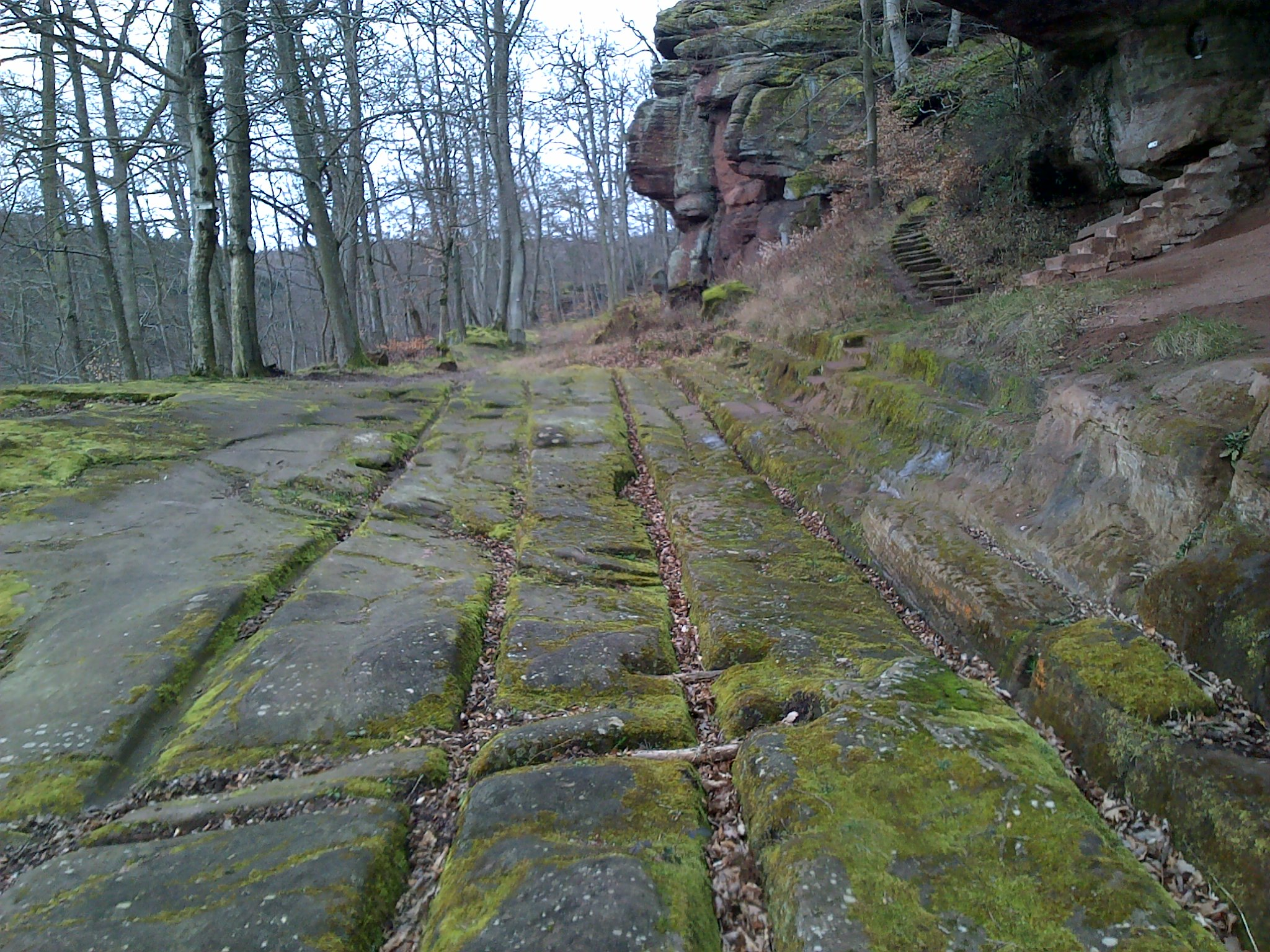
Ornières gravées de roues de chariot sur ancienne voie gréseuse au col de Saverne.

Au-delà des appellations spécifiques et de leurs évolutions linguistiques par les langues latines et romanes, voire germaniques, les métiers de charron, charpentier, tonnelier… ressortent d'un même monde artisanal celte puis gallo-romain ou germanique qui perpétue les savoirs sur la charronnerie et l'attelage des peuples indo-européens antiques des prairies et steppes eurasiennes.
Il est périlleux de vouloir transposer dans une technologie moderne, par exemple celle de l'automobile à pneumatiques, ou dans un emploi moderne unique, par exemple la traction hippomobile, les mots usuels du charron traditionnel. S'ils répondent parfois aux mêmes fonctions mécaniques, les objets correspondants diffèrent par les matériaux, la forme, la conception… Donnons une brève liste de vocabulaire technique décrivant le chariot ou la charrette du XIXe siècle :

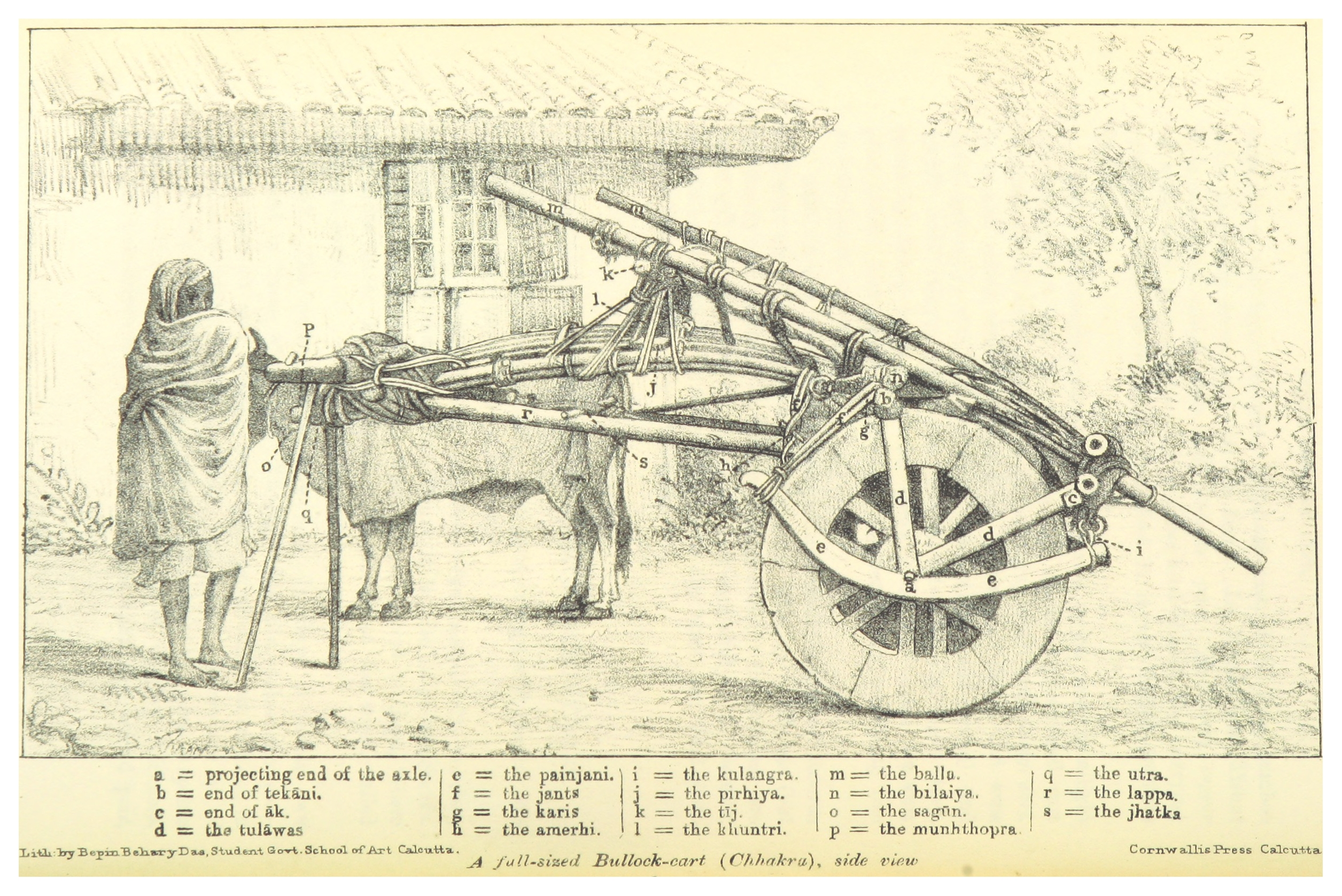
Char à bœufs avec le nom des pièces en dialecte du Bihar, Inde britannique, gravure de George Abraham Grierson, 1885.

- bâti ou charpente (corps du véhicule) : caisse, plateau, poutrage, sommier, barre, étranglement, panneaux, ridelles, échelles, ranchers, garde-boue…
- trains : train avant articulé (axe roue, essieu en avant, sassoire et supports extérieurs), train arrière (traverse arrière, essieu arrière), flèche, traverses[63], (sur)traverse centrale ou sommier[64], barre d'accouplement…
- roulage : roue et ses composants ou organes, rayon ou rai (pied base, languette), éléments de jante avec chevilles, jante (assemblage chevillée de jante), bandage (cerclage de fixation), goupille, bague de butée, fusée (roulant interne), moyeu (extérieur), cale d'obturation, verrouillage, frette, boîte d'essieu…
- attelage : timon, joug, coussinets, brancards, crochet d'attelage, licol, collier d'épaule, bricole[65], attelage canin[66].
- accessoires : treuil à l'arrière avec cordages[67], patins de roue (conversion du train en traineau), mécanique avec sabot[68], sabot d'arrêt ou de blocage de roue, ancre ou pieu de blocage[69], chaîne amovible[70].

### Dans la littérature française
Dans Jacques le Fataliste de Diderot, le personnage central a pour parrain un charron nommé Bigre, maître artisan fort réputé dans la contrée, ce qui lui inspire des réflexions sur le métier de charron. Maurice Genevoix a souvent durant sa jeunesse conduit la carriole de livraison pour le compte de l'épicerie paternelle. À la page 185 de son roman Marcheloup paru en 1934, il se sert du verbe intransitif charronner, qui signifie simplement exercer le métier de charron. De Balzac ou Hugo à Roger Martin du Gard, en passant par Flaubert, le charron apparaît, tout comme dans les écrits du penseur Proudhon. Leur définition du métier, si elle est explicite, n'est pas en général erronée. Citons celle de Jean Giono, qui décrit l'activité de son personnage Gaubert dans son roman Regain paru en 1934 page 26 : « Il faisait des charrettes, il cerclait les roues, il ferrait les mulets ». Voilà une définition progressive et minimale des charrons de la vallée de la Durance et des hauts plateaux provençaux environnants.

### Expressions populaires françaises
Crier, gueuler, hurler au charron : protester contre un fait du sort, se manifester (de plus en plus bruyamment, selon la succession des verbes) en signe d'avertissement, de vol, de surprise désagréable, de méfait. Une hypothèse explicative, en corrélation avec l'expression beaucoup plus récente "arrête ton char" propose un jeu de mots avec charre, signifiant discours plus ou moins mensonger, langage de justification plus ou moins croyable, voire verbiage, logorrhée incohérente en argot.
Écrire au bleu charron : poser des notes dans une graphie minimaliste ou codée, sur un support insolite (par exemple bois ou carton). Le bleu charron était la couleur profonde dont l'empreinte bien visible sur le bois servait de trace, de repère, de signe au charron. À l'origine, il se servait de mines ou de craies à base de pigments minéraux, principalement du bleu de cobalt. Il pouvait aussi écrire en abrégé les renseignements à ne pas oublier sur les pièces ou faire des croquis précis sur des planches-modèles. Les derniers conteurs paysans, exerçant dans leur dialecte avant 1880, l'employaient souvent, pour signaler un aide-mémoire ou pense-bête fictif.

## Esquisse sur l'histoire antique de la charrerie

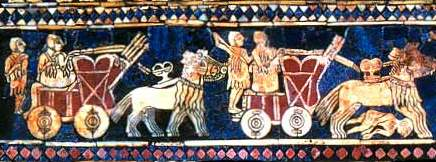
Chars de guerre sumériens représentés sur l'étendard d'Ur, v. 2500 av. J.-C.

L'histoire des sciences et l'archéologie expérimentale. ont permis de reconstituer une partie des anciennes techniques de fabrication.
Les inventions techniques fondamentales datent respectivement du IVe millénaire av. J.-C. et d'avant le IIe millénaire av. J.-C.. Les premières apparaissent en Mésopotamie antique, avec la roue en bois plein ou en planches jointes, voire le disque de bois chevillé d'Uruk et l'essieu qui, assemblés convenablement, donne le "tour de potier" ou le "train de charronnage primitif", ce dernier engendrant les divers chars, charrettes ou carrioles encore rudimentaires, mais déjà déclinées sous toutes leurs formes en quelques siècles. Les mêmes évolutions contribuent à l'apparition contemporaine du tour du potier, de la roue, du rouet, du tour à bois, de la roue hydraulique, du ripage (glissage des pierres sur des rondins de bois).
Plus tard apparaissent les pièces métalliques de fer ou de bronze, la roue légère et stable, à rayons et à jante, en bois cerclée de métal chez les Hittites. Il existe des prototypes de roues avec fins rayons métalliques. Le char à roue rayonnée égyptien, très souvent décrit par la littérature de vulgarisation, est toutefois postérieur au char des royaumes antiques d'Anatolie et surtout de la Mésopotamie et de l'Indus. 
Ainsi vers 3000 av. J.-C., apparaissent des carrioles rudimentaires tirées par des bœufs ou des ânes en Mésopotamie. Pour une généralisation de l'emploi du char sous des formes plus élaborées, il faut attendre 2250 av. J.-C. pour la Syrie, environ 2100 av. J.-C. pour l'Anatolie, 1500 av. J.-C. en Grèce continentale.

## Chansons du charron
Les anciens apprentis entonnaient autrefois diverses chansons traditionnelles pour faire connaître leur métier. Parmi celles-ci, Jacqueline et Raymond Humbert en relevaient deux : la première était une marche scandée présentant le métier à un novice, la seconde chantée en chœur sur un rythme de roue d'horloge décrit la confection des roues :
1) Le métier de charron / C'est un métier bien drôle / En faisant des voitures / En coulant l'Herminette / Les pieds sur le chantier /.
2) Quand le charron fait la roue / Tic tac avec l'herminette / Du rayon au bouton / Il regarde si le tour est bon.

## Muséographie

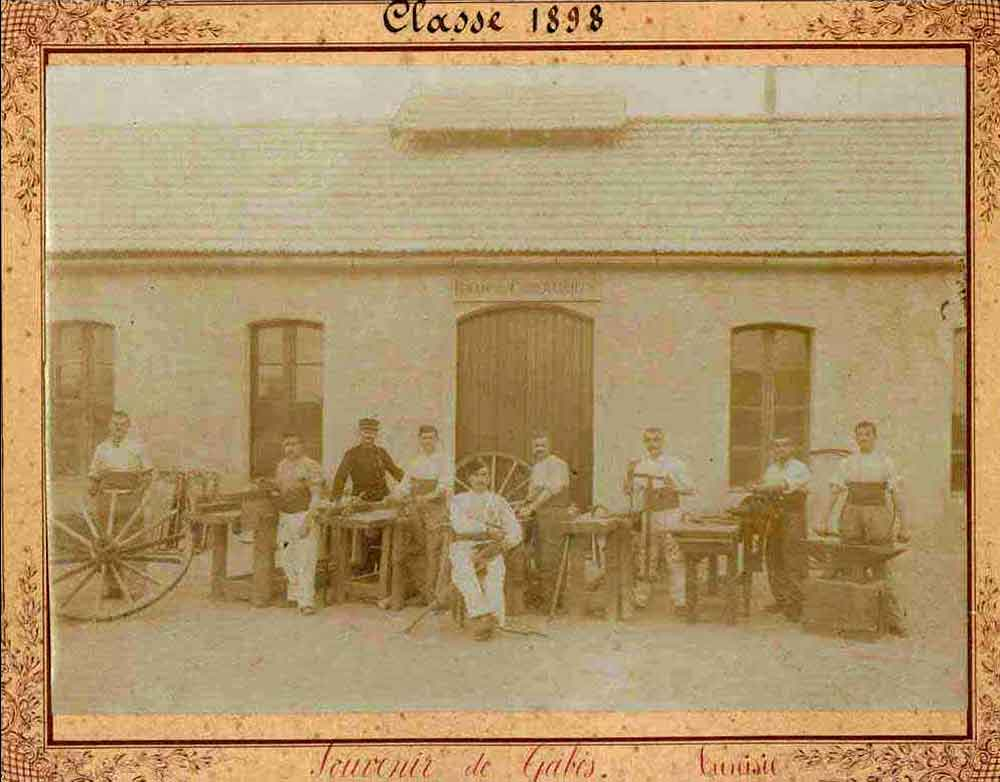
Forge et atelier de charronnage à Gabès (Tunisie), 1898.

- Musée du Pays de Retz, à Bourgneuf-en-Retz.
- Musée de la vie wallonne, à Liège.
- Musée de la maréchalerie et du charron, à Misy-sur-Yonne (animé par l'ASPAR).
- Musée rurale des Arts populaires à Laduz (fondé par Raymond et Jacqueline Humbert).
- Musée des arts et métiers, à Paris.
- Musée du charroi rural, à Salmiech (Aveyron), en Ségala du Rouergue.
- Musée du Compagnonnage, à Tours.
- Musée de l'outil et de la pensée ouvrière, à Troyes.
- L'atelier Les charrons : muséographie-scénographie, à Saint-Étienne[76].
- Atelier de charronnerie à l'écomusée d'Alsace.
- Atelier de charron du Curiositats Musèu de Bédarieux, Hérault.

## Filmographie
- Le Charron, film de Georges Rouquier tourné à Rânes en 1943 pour échapper au service du travail obligatoire (durée : 23 minutes)
- Courte présentation au journal télévisé de la mi-journée en 2011 d'un jeune charron et de son atelier à Chaudenay
- Dans OSS 117 : Rio ne répond plus, Jean Dujardin mentionne l'activité professionnelle de son père par la phrase suivante : « Non mais oh ! Comment tu parles de ton père ! T'a pas honte ? Qui c'est qui t'as nourri ? Jamais moi je parlerais comme ça de mon père, jamais ! Moi mon père il était charron ; et j' peux t' dire qu'ça filait doux ! Ça, la mère de la Bath elle mouftait pas ! Et les gamins pareil ! ». L'espion confiera trente secondes plus tard à sa partenaire de mission que son père était en réalité diplomate.

## Dictionnaires
Concernant les termes du vocabulaire technique de la charronnerie, on consultera avec profit les formes anciennes du dictionnaire des éditions Larousse (par exemple le Grand Dictionnaire universel du XIXe siècle ou le Larousse universel en deux volumes, édité par Claude Augé en 1922), les versions anciennes des dictionnaires Le Robert (y compris les versions Grand Robert) ainsi que, de Marcel Lachiver, le Dictionnaire du monde rural, les mots du passé, édition Fayard, 1997, réédité, refondu et complété en 2006.
Sur les usages et l'étymologie de ce mot et de ses dérivés charronnage et charronnerie, consulter le dictionnaire en ligne ATILF  sous ses multiples versions ou Trésor de la langue française.